# 8516 Hyakkai
A 8516 Hyakkai (ideiglenes jelöléssel 1991 TW1) a Naprendszer kisbolygóövében található aszteroida. T. Hioki és S. Hayakawa fedezte fel 1991. október 13-án.